# Siamosquilla hyllebergi
Siamosquilla hyllebergi is een bidsprinkhaankreeftensoort uit de familie van de Protosquillidae. De wetenschappelijke naam van de soort is voor het eerst geldig gepubliceerd in 1989 door Naiyanetr.